# Anderl von Rinn
L'affaire Anderl (ou Andreas) Oxner von Rinn s'est déroulée à partir du 12 juillet 1462 dans le village de Rinn (Tyrol du Nord, en Autriche). Elle concerne un garçon de trois ans qui, selon une dénonciation calomnieuse, aurait été assassiné par des Juifs étrangers à la commune  au cours d'un meurtre rituel.

## Affaire
C'est sans doute en 1475 que les ossements de l'enfant, à la suite du meurtre de Simon de Trente, attribué lui aussi aux Juifs, furent transférés dans l'église paroissiale de Rinn. Cependant, la véritable légende du meurtre rituel ne naquit que vers 1620 sous la plume d'Hippolyte Guarinoni, un médecin qui, à l'époque, était attaché à un béguinage de dames nobles à Hall. Ayant vraisemblablement entendu parler du meurtre, il rédigea en 1642 un ouvrage sur ce crime : Triumph Cron Marter und Grabschrift des heilig unschuldigen Kindts (Couronne triomphale du martyr et épitaphe du saint enfant innocent). Le prétendu lieu du crime, Judenstein bei Rinn (« La pierre des juifs »), un quartier de Rinn, devint un lieu de pèlerinage.

## Béatification

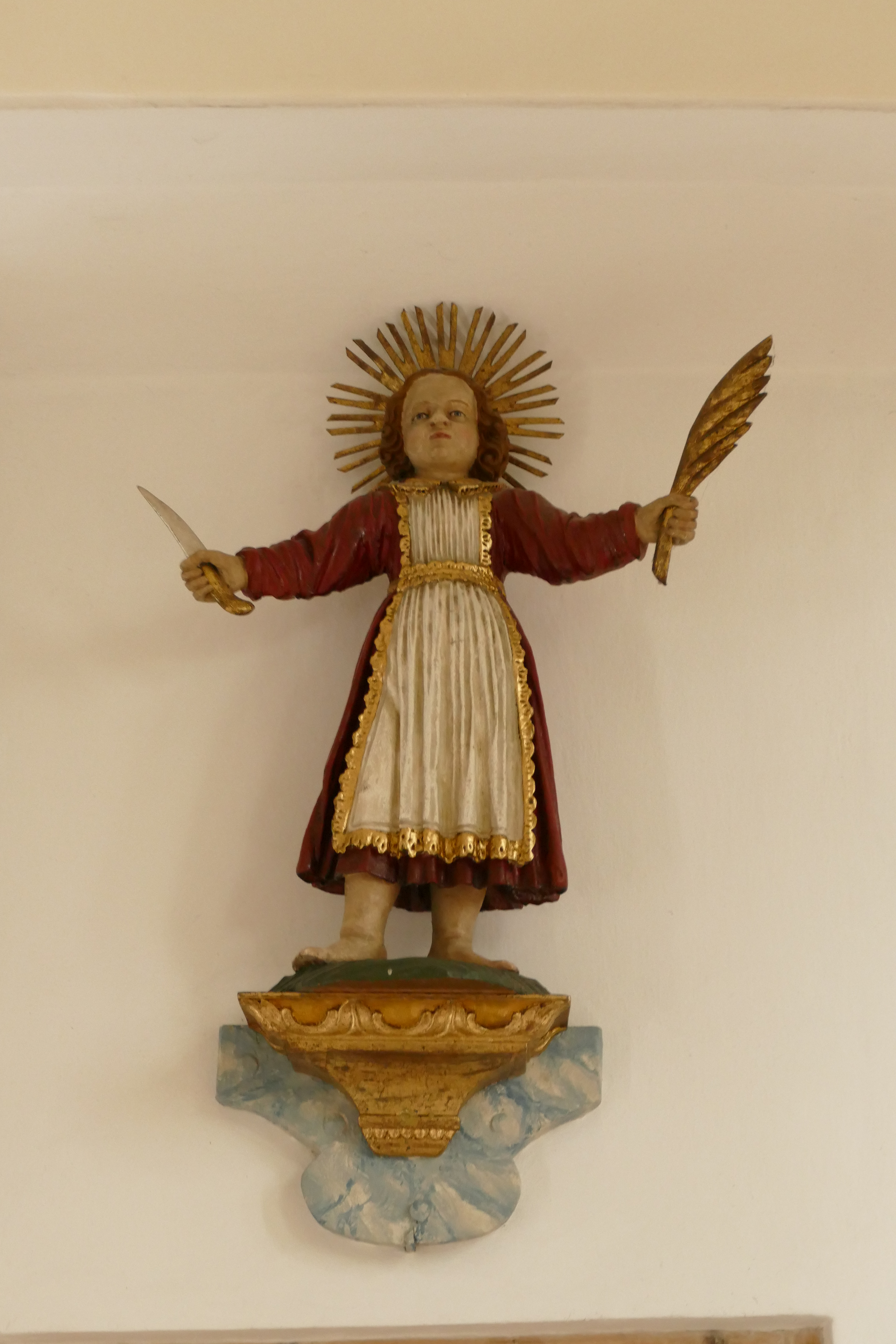
Représentation d'Anderl von Rinn à l'intérieur de l'église Unsere liebe Frau Maria-Schnee à Gschnitz en Autriche.

En 1753, le pape Benoît XIV permit la vénération du petit Anderl, qu'il proclama « bienheureux » par la Bulle Beatus Andreas du 22 février 1755,,.

## 20e siècle
Par des pièces de théâtre populaires, qui se fondaient sur les écrits de Guarinoni et qui furent jouées jusqu'en 1954, se répandit la légende antijuive. Les frères Grimm la reprirent en 1816 quand ils publièrent le premier volume de leurs récits allemands. En 1893, parut le livre Quatre enfants tyroliens victimes du fanatisme hassidique du prêtre viennois Joseph Deckert, qui donna une nouvelle vie à la légende et la rendit utilisable pour les formes modernes d'antisémitisme.
Finalement, la fête d'Anderl von Rinn fut rayée du calendrier religieux tyrolien en 1953 par l'évêque d'Innsbruck Paul Rusch (de). En 1985, on retira également de l'église paroissiale les ossements du prétendu petit martyr. En 1994, le culte de l'enfant au Judenstein fut interdit officiellement par l'évêque Reinhold Stecher.
Malgré tout, un pèlerinage au Judenstein près de Rinn a toujours lieu chaque année, organisé à titre privé par des extrémistes de droite locaux et régionaux, ainsi que des intégristes catholiques, le dimanche qui suit le 12 juillet. En rupture avec l'Église catholique, et contrairement aussi aux travaux scientifiques concernant cette légende, des fidèles isolés se prononcent en faveur de la célébration de cette fête et considèrent que le caractère fictif du meurtre rituel n'a pas été prouvé. Parmi eux, Gottfried Melzer, chapelain et coorganisateur du pèlerinage, suspens a divinis et condamné en Autriche en 1998 pour incitation à la haine raciale, Robert Prantner (de), théologien et membre de l'association Engelwerk, ainsi que Kurt Krenn (en), ancien évêque de Sankt Pölten et président de la Kaiser-Karl-Gebetsliga für den Völkerfrieden (Ligue de prière de l'empereur Charles pour la paix entre les peuples), de tendance nationale et conservatrice.
Sur le site Internet racialiste Stormfront, la légende antisémite continue à être diffusée avec référence à Prantner.